# Tercína
Tercína je druh strofy (neboli sloky) sestávající ze tří deseti-, v případě tzv. ženského zakončení jedenáctislabičných veršů, pocházející z Itálie (poprvé se objevuje v Dantově Božské komedii) s důmyslným rýmovým schématem aba-bcb-cdc-ded. Triadická struktura umožňuje výstavbu děje ve schématu teze - antiteze - synteze. Je možné, že trojveršové schéma vzniklo po vzoru Nejsvětější trojice. Po Dantově vzoru jí začali užívat i Petrarca a Boccaccio. Navazuje na provensálský sirventés.
V české poezii není použití tercíny časté; mezi nemnoho básníků, kteří ji, stejně jako jiné pro českou literaturu netypické básnické útvary, používali, patří Jaroslav Vrchlický.
Jiným příkladem trojveršové strofy (trojverší, tristicha) je tercet (neboli terceto, hovorově i terčet, terčeto), součást sonetu (znělky).

## Ukázky
První verše Božské komedie:
Nel mezzo del cammin di nostra vita (a)
mi ritrovai per una selva oscura (b)
ché la diritta via era smarrita. (a)
Ahi quanto a dir qual era è cosa dura (b)
esta selva selvaggia e aspra e forte (c)
che nel pensier rinova la paura! (b)
Tant'è amara che poco è più morte; (c)
ma per trattar del ben ch'i' vi trovai, (d)
dirò de l'altre cose ch'i' v'ho scorte. (c)
Io non so ben ridir com'i' v'intrai, (d)
tant'era pien di sonno a quel punto (e)
che la verace via abbandonai. (d)

Robert Frost: Acquainted With the Night

I have been one acquainted with the night. (a)
I have walked out in rain—and back in rain. (b)
I have outwalked the furthest city light. (a)

I have looked down the saddest city lane. (b)
I have passed by the watchman on his beat (c)
And dropped my eyes, unwilling to explain. (b)

I have stood still and stopped the sound of feet (c)
When far away an interrupted cry (d)
Came over houses from another street, (c)

But not to call me back or say good-by; (d)
And further still at an unearthly height (a)
One luminary clock against the sky (d)

Proclaimed the time was neither wrong nor right. (a)
I have been one acquainted with the night. (a)

Johann Wolfgang von Goethe: Im ernsten Beinhaus war's:
Im ernsten Beinhaus war's, wo ich beschaute
Wie Schädel Schädeln angeordnet paßten;
Die alte Zeit gedacht' ich, die ergraute.
Sie stehn in Reih' geklemmt' die sonst sich haßten,
Und derbe Knochen, die sich tödlich schlugen,
Sie liegen kreuzweis, zahm allhier zu rasten.
Entrenkte Schulterblätter! was sie trugen
Fragt niemand mehr, und zierlich tät'ge Glieder,
Die Hand, der Fuß, zerstreut aus Lebensfugen.